# Heorhiivka
Heorhiivka (în ucraineană Георгіївка) este o așezare de tip urban din raionul Lutuhîne, regiunea Luhansk, Ucraina. În afara localității principale, mai cuprinde și satul Peremojne.

## Demografie
Componența lingvistică a așezării de tip urban Heorhiivka
     Ucraineană (69%)
     Rusă (29,19%)
     Romani (1,41%)
     Alte limbi (0,13%)
Conform recensământului din 2001, majoritatea populației așezării de tip urban Heorhiivka era vorbitoare de ucraineană (69%), existând în minoritate și vorbitori de rusă (29,19%) și romani (1,41%).